# 周厉王
周厉王（前890年—前828年），姬姓，名胡，在西周青铜器铭文中作。为周夷王之子。《史記》作厉王，西周青铜器铭文作剌王，在文献中又作汾王。国人暴动之后，他居住在今山西省汾河流域，因此传世典籍和青铜器铭文又称他为汾王 。厉王为西周第十位君王，約前877年－前841年在位，計37年；连同共和的十四年，在位約49年。《太平御览》八十四引《史記》載：“周孝王七年，厉王生。”

## 在位及逃亡

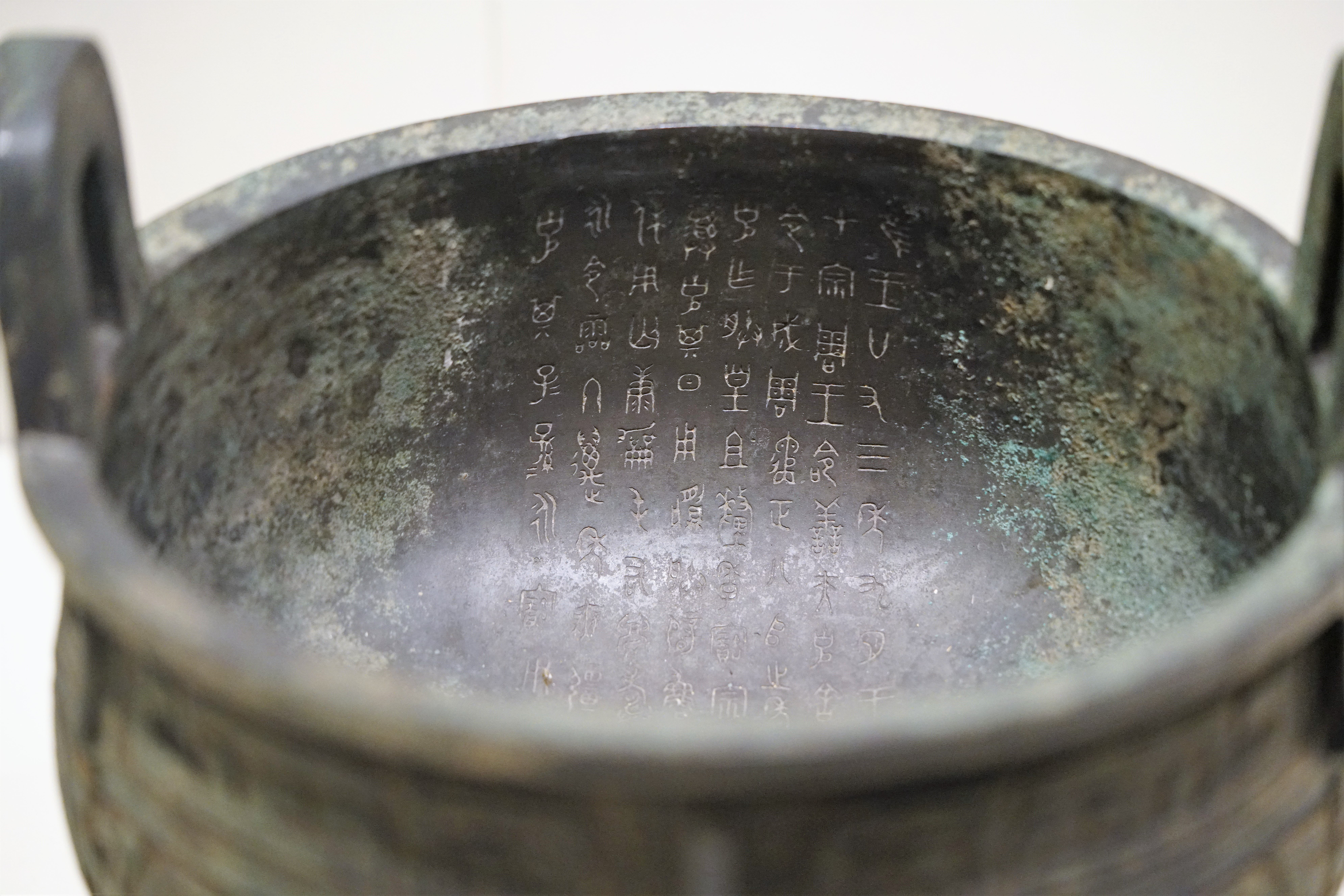
克鼎，铭文记叙厉王二十三年九月，兼管军事的膳夫克巡视成周驻军并进行整饬

厲王在位期间，重用荣夷公，不听周定公、召穆公等人之建議，同時周厉王還實行“专利”政策（壟斷山林川澤的一切收益，禁止老百姓採樵、漁獵），並且不让他们有言论自由，召穆公反對周厲王的言論壓制政策，表示“防民之口，甚於防川”，以致于行人来往，只能透過眼神来示意。前842年，人民發動國人暴動，冲进王宫，试图杀死厉王。周厉王逃出镐京，越过黄河，逃到汾水流域的彘（今山西霍州市），朝廷由周定公及召穆公代為執政（竹書紀年説由共伯和代行天子事），史稱「共和行政」。
周共和14年（前828年），厲王死，周定公及召穆公立厲王之子靜，是為宣王。

## 在位年份的爭議
按照《史記》當中數篇世家的內容，厲王出逃之年與共和元年（前841年）相差了一年，夏商周断代工程則認為厲王37年與共和元年是同一年。據白川靜的西周斷代銘器分類結果，厲王在位時間有13年以上。

### 《宗周鐘》
《宗周鐘》又名「鐘」或「胡鐘」，為厲王所製的祀祖樂器。記載其親征南方諸小國之事，係厲王存世最重要的天子作器。該鐘高65.6公分，重34.9公斤，銘文計有122字，為商、周兩朝甬鐘單件記載銘文之冠，現藏於臺北國立故宮博物院。

## 家庭
兒子：
- 周宣王－靜
- 鄭桓公－友